# Willie Salcedo
Hernando Salcedo Benavides (Corozal, 1952- Bogotá, 12 de noviembre de 2020), más conocido como Willie Salcedo, fue un percusionista, compositor y productor discográfico colombiano  . Casado con Diana Gómez, Hijos 4. Residencia Bogotá, Colombia. 

## Biografía

### Carrera
Salcedo nació en el municipio de Corozal, Sucre en 1954, hijo del músico Pedro Salcedo, reconocido por haber sido el compositor de la música de la popular canción "La pollera colorá", y primo del presentador, músico y humorista Jimmy Salcedo. En 1974 formó su propia agrupación, con la que grabó su primer sencillo en 1976 bajo el sello Discos Daro. Dos años más tarde publicó su primer álbum larga duración, titulado La salsa de Willie, con el cual logró repercusión en países como Venezuela, México, Perú, Puerto Rico y Estados Unidos. En 1980 firmó un contrato discográfico con el sello TH y grabó el disco Salsa para todo el mundo, y dos años más tarde regresó a su país para publicar dos discos más con Sony Music.
Vinculado profesionalmente con dicha discográfica, trabajó como productor y director artístico para agrupaciones y artistas como Son de azúcar, César Mora, Hansel Camacho, Orquesta La Ley, Diomedes Díaz y Jorge Oñate. En 1997 compuso el tema principal de la telenovela Las Juanas, en el cual la actriz y cantante Carolina Sabino aportó su voz. Por esta composición, Salcedo fue reconocido con los premios TV y Novelas, Shock y Simón Bolívar. Radicado en la ciudad de Bogotá, el músico trabajó con artistas como Fonseca, Don Tetto y The Mills.

### Enfermedad y fallecimiento
Salcedo fue ingresado en la Clínica Cafam de Bogotá la primera semana de noviembre de 2020. Su hermano Luis anunció que el músico había desarrollado una neumonía muy severa luego de haberse contagiado de COVID-19. Tras permanecer en una unidad de cuidados intensivos durante varios días, Salcedo falleció en la madrugada del 12 de noviembre de 2020 por complicaciones respiratorias derivadas de la enfermedad.